# Gilmário Vemba
Gilmário Pinto Vemba (19 de junho de 1985), popularmente conhecido como Gilmário Vemba, é um ator e comediante angolano. Ele é mais conhecido pelos papéis nas séries de televisão O Bar do Gilmário, After Party e Fora de Série e no progama Taskmaster nas temporadas 1,2 e 5. Foi ex-integrante do grupo humorístico "os Tuneza".
Ele nasceu em 19 de julho de 1985 em Luanda, Angola. É licenciado em Relações Internacionais e Análise Política. É casado e pai de três meninas e um menino.

## Carreira
Em 2003, Vemba junto com Daniel Vilola, Orlando Rodrigues, Cesalty Paulo e José Chieta formaram o grupo de comédia os Tuneza. Ele continuou no grupo por mais de 15 anos, até deixar o grupo em 2020. Em 2019 apresentou em Portugal um espectáculo de comédia com o título “Imortal”.
Em 2021, estreou no cinema com A Dívida, dirigido por Anacleto de Abreu.  O filme estreou no dia 26 de fevereiro de 2021 no Cinemax, em Luanda. Em julho de 2021, assinou com o novo reality show da TVI O Amor Acontece.
Desde 2022, é um dos concorrentes fixos das temporadas 1,2 e 5 da edição portuguesa do “Taskmaster” ( RTP1 ).

## Filmografia
| Ano             | Filme                      | Papel                                       | Gênero                | Ref.      |  |
| 2008            | Fora de Série              | ator, escritor                              | série de TV           | TPA       |  |
| 2018            | "No Cúbico dos Tunezas"    | ator, escritor                              | Série de TV           | Zap Viva  |  |
| 2019            | Roast Ljubomir Stanisic    | ele mesmo                                   | série de TV           | TVI       |  |
| 2019            | Goz'Aqui com Vida          | ele mesmo                                   | série de TV           | Vida TV   |  |
| 2019            | Roast José Castelo Branco  | ele mesmo                                   | Filme de TV           | TVI       |  |
| 2020            | O Imortal - Gilmário Vemba | Escritor                                    | Especial de TV        |           |  |
| 2021            | O Bar do Gilmário          | Gilmário                                    | série de TV           | Mundo Fox |  |
| 2021            | Depois da festa            | Gilmário / Sr. Domingos, escritor           | série de TV           | Mundo Fox |  |
| 2022            | Capataz                    | ele mesmo                                   | série de TV           |           |  |
| 2022            | Betclic - Mano a Mano      | Apresentador, ao lado de Ana Garcia Martins | Programa de Televisão | TVI       |  |
| 2022            | Pôr do Sol                 | padre                                       | série de TV           | RTP1      |  |
| 2022 - presente | Taskmaster                 | Ele mesmo                                   | Programa de Televisão | RTP1      |  |
| 2023 - presente | 5 Para a Meia-noite        | Apresentador                                | Programa de Televisão | RTP1      |  |